# ستانلي سادي
ستانلي سادي (بالإنجليزية: Stanley Sadie)‏ هو كاتب سير وصحفي بريطاني، ولد في 30 أكتوبر 1930 في ويمبلي في المملكة المتحدة، وتوفي في 21 مارس 2005 في Cossington, Somerset ‏ في المملكة المتحدة بسبب تصلب جانبي ضموري.

## وصلات خارجية
- ستانلي سادي على موقع ميوزك برينز (الإنجليزية)
- ستانلي سادي على موقع ديسكوغز (الإنجليزية)